# Platycythara elata
Platycythara elata är en snäckart som först beskrevs av Dall 1889.  Platycythara elata ingår i släktet Platycythara och familjen kägelsnäckor. Inga underarter finns listade i Catalogue of Life.